# Sistema Educativo Militar de Venezuela
El Sistema Educativo Militar de Venezuela, de acuerdo al Fuerza Armada Nacional Bolivariana (FANB), tiene la misión de formar, capacitar y adiestrar: 

[...] a profesionales pro-activos, responsables, conscientes del compromiso con la defensa integral y su participación activa en el desarrollo del país, logrando una formación integral e interdisciplinaria que los capaciten para interactuar con la administración pública ó privada; dicho sistema educativo se orientará hacia una sólida cultura humanística, científica, de investigación y espiritual, que promueva el liderazgo y la autogestión educativa, el desarrollo de las competencias, que facilite la adaptación de sus conocimientos a las transformaciones continuas de la ciencia y la tecnología, con énfasis en la observancia y respeto de los Derechos Humanos y del Derecho Internacional Humanitario.